# Будинок Мазепи (Київ)

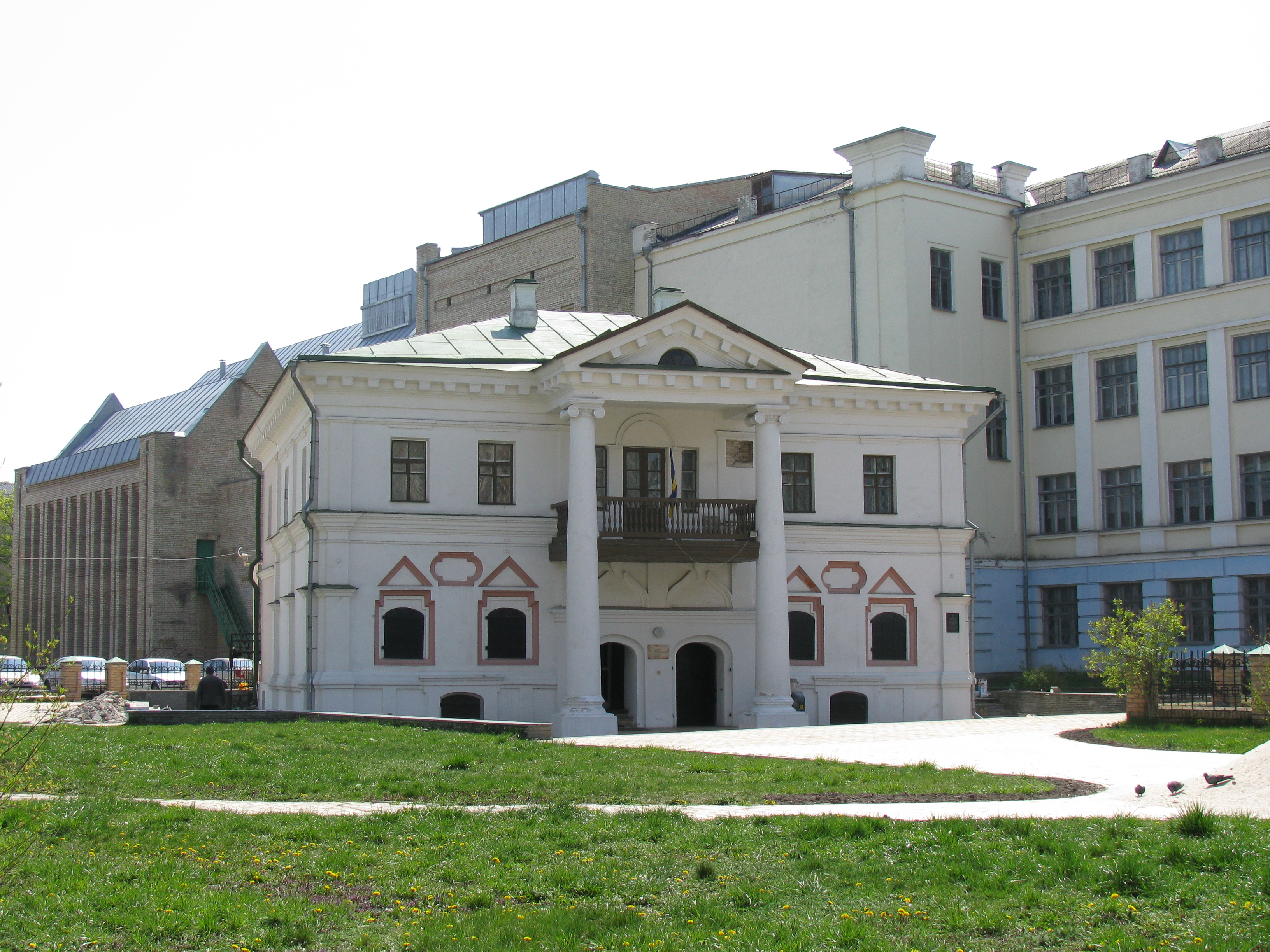

«Буди́нок Мазе́пи» у Ки́єві — фольклорна назва пам'ятки цивільної архітектури кінця XVII — початку XVIII століття у Києві. Розташована на Подолі за адресою вул. Спаська, 16-Б. Є однією з небагатьох пам'яток архітектури, що вціліли у пожежі Подолу 1811 року.
Міська легенда пов'язує будівлю з іменем козацького гетьмана Івана Мазепи, проте відсутні документально підтверджені факти його проживання у цьому будинку.

## Історія
З кінця XVII століття будинок та садиба довкола нього належали родині Сичевських — магістратському райці Мартину Сичевському та його сину Стефану, який з 1711 року був священиком розташованої неподалік Спаської церкви. Вважається, що саме він збудував у родовій садибі одноповерховий мурований будинок з глибокими льохами та циліндричними перекриттями.
Нащадки Сичевського у 1787 році продали садибу купцю Козьмі Усовичу за 1400 карбованців. Після смерті Усовича та його дружини садиба була продана за борги, потім ще перепродавалася і врешті, у 1810 році, перейшла у власність київського купця Івана Петровича Покровського. Та вже через рік, у 1811 році, на Подолі сталася грандіозна пожежа, внаслідок якої будинок Покровських втратив дерев'яний дах.
Після пожежі відбудовою будинку керував відомий київський архітектор Андрій Меленський, що надав будівлі риси класицизму: над одноповерховою спорудою було збудовано другий поверх, який прикрасили фронтоном з двома колонами.
1841 року після смерті Івана Петровича Покровського ділянку успадкував його син — купець 2-ї гільдії Григорій Іванович Покровський (1819—1897), київський міський голова у 1857—1860 роках.
До 1910 будинком володіла його дружина, яка заповіла садибу своїм онукам Морачевським, які володіли садибою на Спаській до революції 1917 року.
Після революційних подій 1917—1921 років будинок було націоналізовано і віддано під комунальні квартири, проте у 1980-х роках ці квартири було ліквідовано, і старовинна будівля протягом десятиліття стояла пусткою.

## Сучасність
Нове життя «будинку Мазепи» почалося на початку 1990-х років. У квітні 1992 року з ініціативи громадських організацій Києва і представників української діаспори,  в місті було створено Фонд імені Івана Мазепи, який зібрав кошти для реставрації будинку з метою подальшого створення в ньому музею. Ініціатором та меценатом був український видавець з Нью-Йорку, львів'янин Маріян Коць. А 11 березня 1993 року було віддано розпорядження представника Президента України в місті Києві Івана Салія про створення в «будинку Мазепи» Музею гетьманства. З того часу ця установа незмінно працює у будівлі на Спаській.
У 2006—2007 роках містом була проведена реставрація пам'ятки, зокрема було відремонтовано дах будинку, проведено роботи з гідроізоляції фундаментів, підвалів, відновлено фасади та упорядковано територію музею. До будинку підвели телефонні мережі, відновили теплотрасу, замінили труби водопостачання.